# Маркова, Ивана
Маркова, Ивана (чеш. Ivana Marková; род. 1938) — психолог, заслуженный профессор (emeritus professor), британский учёный в области методологии социальной психологии, эпистемологии, языка и коммуникации.

## Биография и научная карьера
Родилась в Чехословакии, изучала философию и психологию в Карловом университете в Праге. В 1967 году приехала в Соединённое Королевство как постдиссертационный стажёр Психологической лаборатории Кембриджского университета (Psychological Laboratory, University of Cambridge). Позднее работала ассистентом в Промышленно-исследовательском подразделении (Industrial Research Training Unit) Лондонского университета (University of London). С 1970 года работает в Университете Стирлинга (University of Stirling) в Шотландии. Работала профессором во многих университетах Соединённого Королевства и за рубежом. В настоящее время является профессором в Институте социальной психологии (Institute of Social Psychology), Лондонской школе экономики (London School of Economics) и зарубежным партнёром Института открытого общества (Open Society Institute) Университета Молдавии.
Главная сфера научных интересов — социальная психология в её связи с другими гуманитарными науками и философией. Теоретические исследования связаны с построением диалогической эпистемологии и диалогических концептов в социальной психологии, в частности социальных представлений, языка и общения.
Ею получены научно и общественно значимые результаты в исследованиях коммуникативных особенностей и социальных представлений, характерных для людей, больных ВИЧ/СПИДом, гемофилилией, церебральным параличом и др.
Ивана Маркова является автором диалогически ориентированного социально-психологического подхода к изучению социальных представлений, на основе которого ею проведены эмпирические исследования ряда политических феноменов: демократии, индивидуализма, индивидуальной и коллективной ответственности.
Свидетельством признания научного вклада И. Марковой служат, помимо учёных степеней, её членство в ряде авторитетных европейских научных обществ (British Psychological Society, Royal Society of Edinburgh) и Британской Академии (British Academy), а также книги, изданные в авторитетных научных издательствах.

## Основные научные труды
- Marková, I. (2003). Dialogicality and Social Representations. Cambridge: Cambridge University Press. Reprinted in 2005; translated into Romanian (2004); Portugese (Brazil) (2006); French (2007); Czech (2007).
- Marková, I. (2004) (ed.). Trust and Democratic Transition in Post-Communist Europe. The Oxford University Press for the British Academy.
- Moscovici, S. and Marková, I. (2006). The Making of Modern Social Psychology. Cambridge: Polity
- Marková, I., Linell, P., Grossen, M., Salazar-Orvig, A. (2007). Dialogue in Focus Groups: Exploring Socially Shared knowledge. London: Equinox
- Marková, I. and Gillespie, A. (2008). Trust and Distrust: Sociocultural Perspectives. Greenwich, CT: Information Age Publishers